# Základní báze geografických dat
Základní báze geografických dat (ZABAGED) je digitální topografický model území Česka odvozený ze Základní mapy České republiky 1 : 10 000 v souřadnicovém systému S-JTSK a ve výškovém systému baltském po vyrovnání. ZABAGED má charakter Geografického informačního systému integrujícího prostorovou složku vektorové grafiky s topografickými relacemi objektů a složku atributovou obsahující popisy a další informace o objektech. ZABAGED patří k základním zdrojům digitálních polohopisných map odpovídajících obsahem a stupněm generalizace mapám středních měřítek. ZABAGED je nejpodrobnější základní geografickou databází, která pokrývá celé území Česka. Zpracovatelem a garantem obsahu ZABAGED je Zeměměřický úřad.

## Obsah ZABAGED
ZABAGED obsahuje 119 typů objektů strukturovaných v databázi do 60 vektorových vrstev. Objekty jsou strukturovány do osmi tříd:
- Sídla, hospodářské a kulturní objekty
- Komunikace
- Rozvodné sítě a produktovody
- Vodstvo
- Územní jednotky
- Vegetace a povrchy
- Terénní reliéf
- Geodetické body

Jednotlivé typy objektů mohou být dále členěny prostřednictvím atributových složek. Celkem tedy ZABAGED obsahuje přes 350 rozličných objektů.

## Historie ZABAGED
1995–2000
Naplňování databáze vektorizací Základní mapy 1:10 000. V této etapě nebyly vektorizovány zastavěné plochy sídel - intravilán.
2001–2005
1. aktualizace a zpřesňování databáze včetně naplnění intravilánu.
Od roku 2006
2. etapa aktualizace, rozšíření obsahu o názvy ulic a adresné body, průběžná aktualizace vybraných objektů, integrace s jinými informačními systémy.

## Zdroje informací při naplňování ZABAGED
- Letecké měřické snímky (geometrie většiny objektů)
- Katastr nemovitostí (administrativní hranice, budovy v DKM …)
- Externí správci dat (některé atributy a identifikátory, geometrie rozvodnic a chráněných území.)
- Internet (seznamy škol, pošt, obecních úřadů …)
- Vlastní terénní šetření (zbylé atributy a geometrie nezjistitelná ze snímků)